# Buganda
Buganda es el reino de los 52 clanes del pueblo Baganda, el mayor de los reinos tradicionales en la Uganda actual. Los tres millones de Baganda (singular Muganda; son a menudo llamados por la raíz de su nombre, el adjetivo, Ganda) conforman el más importante grupo étnico ugandés, aunque representan tan solo el 16.7 por ciento de la población. El nombre Uganda, es el término suajili para Buganda y fue adoptado por los funcionarios británicos en 1894, cuando establecieron un protectorado, el Protectorado de Uganda, con centro en Buganda. Las fronteras de Buganda están marcadas por el lago Victoria al sur, el río Nilo al este, el Lago Kyoga al norte. El luganda es la lengua más hablada en Buganda, y uno de los idiomas que más gente tiene por segunda lengua en Uganda, junto al inglés. 
Al igual que sucedió con las de Toro, Bunyoro, Busoga y Nkore, la monarquía de Buganda fue abolida en 1967 por el gobierno de Uganda, pero se restauró simbólicamente en 1993. La constitución ugandesa de 1995 incluyó a Buganda entre los reinos restaurados con carácter cultural. Su actual monarca es Muwenda Mutebi II. Buganda es el único reino tradicional que coincide con una de las cuatro regiones administrativas de Uganda (Región Central), incrementando así la influencia del rey de Buganda en el gobierno de la región, la más poblada y rica del país.

## Historia

### Panorama general de la Buganda precolonial y colonial
Buganda fue originalmente un estado vasallo de Bunyoro, pero su poder se incrementó en los siglos XVIII y XIX, convirtiéndose en el reino dominante en la región. Buganda nunca fue conquistada por las tropas coloniales, sino que su rey (o kabaka), Mwanga II, aceptó el estatus de protectorado tras distintas negociaciones con el Reino Unido. Al mismo tiempo, Mwanga II reclamó territorios más al este del Lago Alberto, y siempre consideró el acuerdo con los británicos como una alianza entre iguales. Las tropas de Buganda ayudaron a las británicas a establecer las normas coloniales en otras áreas, y funcionarios baganda actuaron como recaudadores de tributos en el protectorado. Los centros comerciales de Buganda se convirtieron en las ciudades más importantes del protectorado, y los baganda aprovecharon las oportunidades que les daba el comercio con Europa y la educación. Cuando Uganda se independizó en 1962, Buganda disfrutaba del nivel de vida y de educación más alto del país.
La influencia de los baganda en Uganda en el siglo XX ha reflejado el impacto del desarrollo de los siglos XVIII y XIX. Una serie de kabaka alcanzaron poder político y militar asesinando a los rivales en el trono, aboliendo posiciones hereditarias de autoridad y recaudando altos impuestos entre sus súbditos. Las tropas baganda también recuperaron terrenos cedidos a Bunyoro, el reino vecino del oeste. Las normas culturales baganda también preveían el establecimiento de un clan real por la asignación de los hijos del kabaka al clan de su madre. Al mismo tiempo, esta práctica permitía al kabaka no casarse con ningún miembro de ningún otro clan.
Uno de los asesores más poderosos del kabaka era el katikiro, encargado de la administración del reino y de los sistemas judiciales, y que hacía el papel de primer ministro y juez supremo. El katikiro y otros ministros poderosos formaban un círculo interno de asesores que se reunían con algunos jefes locales y otros asesores para decidir asuntos políticos. A finales del siglo XIX, el kabaka había sustituido a muchos líderes de clanes por oficiales nombrados por él, y se proclamó "líder de todos los clanes."
El poder del kabaka impresionó a los oficiales británicos, mientras que los líderes políticos del vecino Bunyoro no recibieron de buen grado a los oficiales británicos que llegaron con escoltas baganda. Buganda se convirtió en la pieza maestra del nuevo protectorado, con un cierto grado de control sobre los otros reinos: Toro, Ankole, Busoga y Bunyoro. Algunos funcionarios civiles baganda ayudaron a administrar otros grupos étnicos, y la primera historia de Uganda fue escrita según la perspectiva de los baganda y los oficiales coloniales que trataron con ellos.

### Establecimiento del protectorado británico
Los británicos reconocieron la independencia del reino en 1876. Hasta aquel momento la religión islámica estaba ganando adeptos en el país y el mismo rey simpatizaba con los musulmanes; el kabaka aceptó en 1876 la presencia de misioneros cristianos, muchos de los cuales eran franceses, que llegaron al país en 1877.
Mutesa I murió el 24 de octubre de 1884 después de 28 años de reinado. Lo sucedió su hijo Mwanga II, que carecía del apoyo general del que disfrutaba su padre. Las rivalidad religiosas entre musulmanes y cristianos, y dentro de estos, estaban a la orden del día, y cada grupo quería influir en la corte real de Buganda. Mwanga II quiso expulsar a todas las religiones extranjeras, y entre 1885 y 1887 muchos convertidos fueron martirizados. Los primeros serían los comerciantes Yusufu (Joseph) Rugarama, Makko (Mark) Kakumba, y Nuwa (Noah) Serwanga, asesinados en Busega Natete el 31 de enero de 1885; en octubre, por orden del rey, lo fue el obispo anglicano James Hannington, llegado hacía poco del África ecuatorial, mientras iba de Busoga en Buganda; el consejero real Joseph Mukasa Balikuddembe, quien reprochó al rey su acción, fue detenido y ejecutado el 15 de noviembre de 1885; siguieron otras ejecuciones y asesinatos como las de 26 cristianos en Namugongo (3 de junio de 1886) con el que las muertes llegaron al punto más alto; el último fue Jean-Marie Muzeeyi, decapitado en Mengo el 27 de enero de 1887, cuando ya el rey había accedido al retorno de los misioneros, consciente de que las religiones ya se habían extendido demasiado y no lo podía detener. Mwanga II decidió entonces apoyar a los musulmanes, y progresivamente estos ganaron influencia. El 10 de septiembre de 1888 un golpe de Estado llevado a cabo por musulmanes armados depuso al monarca, que tuvo que huir del país. Fue proclamado rey el joven Mutebi II Kiwewa, príncipe convertido al islam, y se proclamó un estado islámico; los cristianos se opusieron al nuevo gobierno con las armas y derrotaron a Mutebi II y los suyos, colocando en el trono al príncipe Kalema (21 de octubre de 1888), que se suponía que simpatizaba con su causa, pero una vez en el poder quiso expulsar a los misioneros y trató de conciliarse con los musulmanes.
Mientras, Mwanga II formó una alianza de cristianos y tradicionalistas, y atacó la capital en los primeros días de octubre de 1889. Los musulmanes huyeron hacia el reino de Bunyoro y Mwanga II recuperó el trono el 5 de octubre, aunque no tardó a pelearse otra vez con los cristianos, dentro de los cuales, los misioneros franceses daban apoyo a la independencia mientras los ingleses favorecían el reconocimiento del protectorado británico. Mwanga II había pedido ayuda a la Compañía Imperial Británica del África Oriental, y su administrador le envió una bandera de la compañía, probablemente el pabellón azul, que fue adoptada por Mwanga II como bandera del reino el 15 de diciembre de 1889. El 1889 un miembro de una compañía comercial alemana, Peters, firmó un tratado con el rey Mwanga II por lo que éste reconocía el protectorado alemán, pero la Compañía Imperial Británica del África Oriental alegó que el rey ya había aceptado su bandera y protección, y el tratado con los alemanes era nulo. Así fue reconocido y confirmado por el tratado entre Gran Bretaña y Alemania del 1 de julio de 1890, que intercambiaba Helgoland por Zanzíbar y hacía otros cambios en las zonas de influencia de África. Frederick John Dealtry Lugard fue enviado como administrador militar y tomó posesión el 26 de diciembre de 1890. Uganda quedó pues como zona de influencia británica y el protectorado quedaba administrado por la Compañía Imperial.
La lucha entre las dos facciones de los misioneros estalló el 25 de enero de 1892. La ventaja inicial fue para los misioneros franceses católicos, pero el administrador militar de la compañía, Frederick Lugard, que disponía de una ametralladora conocida como Maxim (del nombre de su inventor, el americano Hiran Maxim) dio apoyo a los anglicanos que se impusieron y la guerra civil acabó con el tratado del 23 de marzo de 1892. Las misiones católicas fueron arrasadas y el obispo francés tuvo que huir del país. El gobierno británico pagó después una compensación a los católicos franceses. Tropas mercenarias núbias que había servido al kediv de Egipto, fueron enroladas por los británicos y sirvieron para dominar Bunyoro, Toro, Ankole y Busoga (una parte de Bunyoro fue cedido a Buganda por su cooperación). Estas tropas núbias se amotinaron en 1897 y combatieron en Buganda durante dos años hasta que fueron derrotadas definitivamente por tropas traídas de la India.
La Compañía Británica renunció al protectorado en 1893 debido al coste financiero que comportaba. El 1 de abril de 1893 el gobierno británico asumió provisionalmente la administración, haciéndolo definitivamente el 11 de abril de 1894. La situación se reguló el 18 de junio de 1894. El 30 de junio de 1896 el protectorado se extendió a Bunyoro-Kitara, Toro, y Ankole, y el 3 de julio de 1896 en Busoga. Dos provincias de Bunyoro fueron cedidas a Buganda como premio por su cooperación (1896). El 1 de julio de 1895 los británicos también habían cogido la administración del protectorado del África Oriental Británica después de haber entrado en bancarrota la compañía comercial.
El comisionado de Uganda Sir Harry Johnston, impuso en 1900 un acuerdo que establecía determinados repartos del suelo, tasas y sobre la administración interior (fue entonces cuando se estableció la división en veinte condados). Otros tratados se hicieron con Toro el mismo año, Ankole en 1901, y Bunyoro en 1933, con el reparto de tierras como principal cuestión. Muchos baganda ofrecieron sus servicios como administradores y extendieron el uso de su lengua, el luganda.
En 1901 se produjo una unión postal y monetaria entre el África Oriental Británica y Uganda. El 1 de abril de 1902 Uganda oriental fue transferida al África Oriental Británica. La administración de los dos protectorados correspondía al Foreign Office pero en 1903 el de Uganda fue transferido a la Oficina Colonial, y el 1 de abril de 1905 lo fue el del África Oriental Británica. Buganda quedó incluida dentro del protectorado de Uganda.

## Patrimonio de la Humanidad
Las tumbas de los reyes de Buganda en Kasubi, se sitúan en la colina de Kasubi de la capital Kampala, y fueron incluidas en el Patrimonio de la Humanidad de la Unesco en el año 2001.